# Sơn Thái
Sơn Thái là một xã thuộc huyện Khánh Vĩnh, tỉnh Khánh Hòa, Việt Nam.
Xã Sơn Thái có diện tích 62,36 km², dân số năm 1999 là 1318 người, mật độ dân số đạt 21 người/km².